# Rovaši
Rovaši (en serbe cyrillique : Роваши) est un village de Bosnie-Herzégovine. Il est situé dans la municipalité de Milići et dans la république serbe de Bosnie. Selon les premiers résultats du recensement bosnien de 2013, il compte 936 habitants.

## Démographie

### Évolution historique de la population dans la localité
| 1948 | 1953 | 1961 | 1971 | 1981  | 1991  | 2013 |
| ---- | ---- | ---- | ---- | ----- | ----- | ---- |
| -    | -    | -    | 797  | 1 116 | 1 236 | 936  |

|  |

### Répartition de la population par nationalités (1991)
En 1991, les 1 236 habitants du village étaient tous Musulmans (Bosniaques).